# Hôpital de Montréal pour enfants
Pour les articles homonymes, voir HME.
L’Hôpital de Montréal pour enfants ou HME (en anglais : Montreal Children's Hospital ou MCH) est un centre de soins pédiatriques de Montréal affilié au Centre universitaire de santé McGill fondé en 1904.
L’Hôpital de Montréal pour enfants prodigue des soins aux nourrissons, aux enfants et aux adolescents. Les services sont en français et en anglais, ainsi que dans plus d’une quarantaine de langues grâce aux services d’une équipe d’interprètes médicaux et de certains membres du personnel[source secondaire nécessaire]. Le 24 mai 2015, l'établissement de soins emménage au site Glen du Centre universitaire de santé McGill (CUSM), situé au 1001, boulevard Décarie.

## Historique

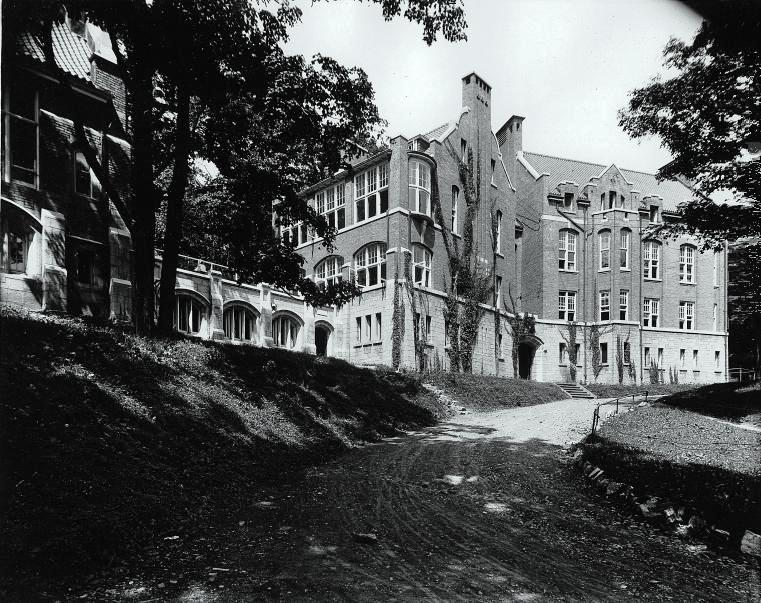
Children's Memorial Hospital
avenue Cedar, Montréal, 1913

L’Hôpital de Montréal pour enfants (HME) ouvre ses portes sur la rue Guy le 30 janvier 1904. Il est alors le premier hôpital dont l'unique mandat est de soigner les enfants malades. En 1909, le nombre toujours croissant de patients impose un déménagement dans de nouveaux locaux sur l'avenue Cedar. Puis en 1920, l'HME devient un hôpital d'enseignement affilié à l'Université McGill.
En 1956, à cause d'un manque criant d'espace, l'hôpital a déménagé de nouveau dans les anciens locaux de l'Hôpital général de Montréal (qui a déménagé à son nouvel emplacement toujours existant de l'avenue Cedar) au coin de l'avenue Atwater et de la rue Tupper. Du même coup, l'hôpital a adopté son nom actuel.
En août 1997, l'hôpital de Montréal pour enfants s'associe à l'hôpital Royal Victoria, à l'hôpital général de Montréal, à l'institut neurologique de Montréal et à l'institut thoracique de Montréal pour former le Centre universitaire de santé McGill.
Le 24 mai 2015, l'hôpital déménage au nouveau site Glen du Centre universitaire de santé McGill, situé au 1001, boulevard Décarie. Dix-huit ambulances d'Urgences-santé sont mobilisées pour que les 675 employés puissent transférer les 78 enfants qui restent à déplacer. Depuis le déménagement sur le site Glen, l'hôpital de Montréal pour enfants et l'hôpital Royal Victoria ont la capacité de fournir sur place des soins maternels et périnataux avancés, comme le traitement ex-utero intrapartum ("EXIT") [3]. C'est le seul centre sur l'île de Montréal avec une gamme complète de soins intensifs (y compris les interventions fœtales, l'oxygénation par membrane extracorporelle, la dialyse, la neurochirurgie, les soins pour les extrêmes prématurés et la chirurgie cardiaque) pour la mère et le nouveau-né.

## Galerie

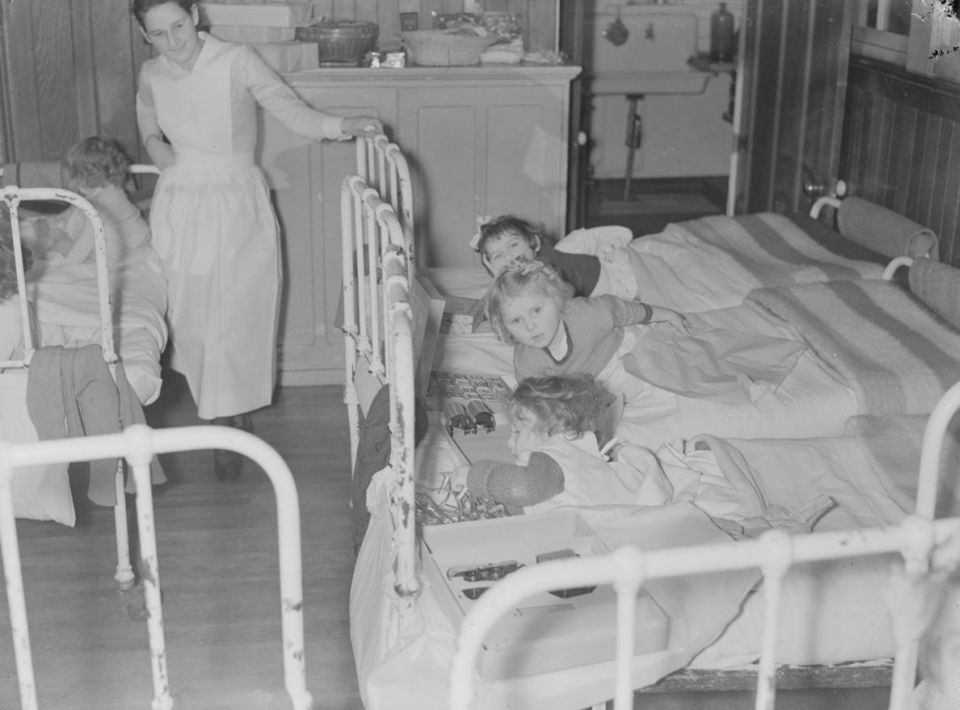
Fillettes alitées, 1938
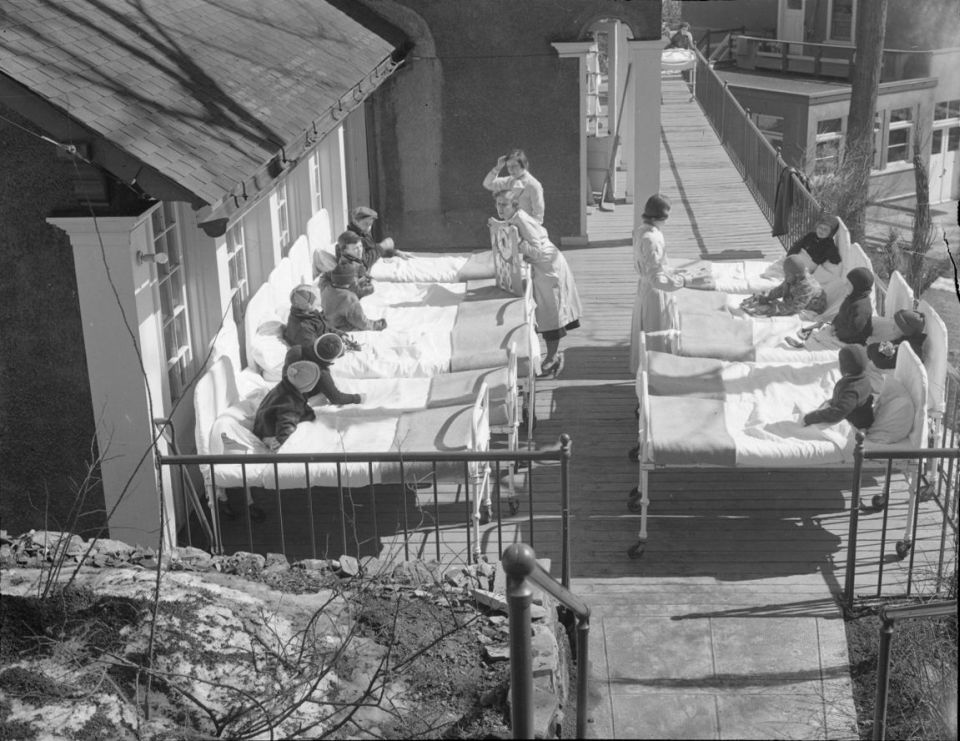
Enfants alités à l'extérieur, 1938
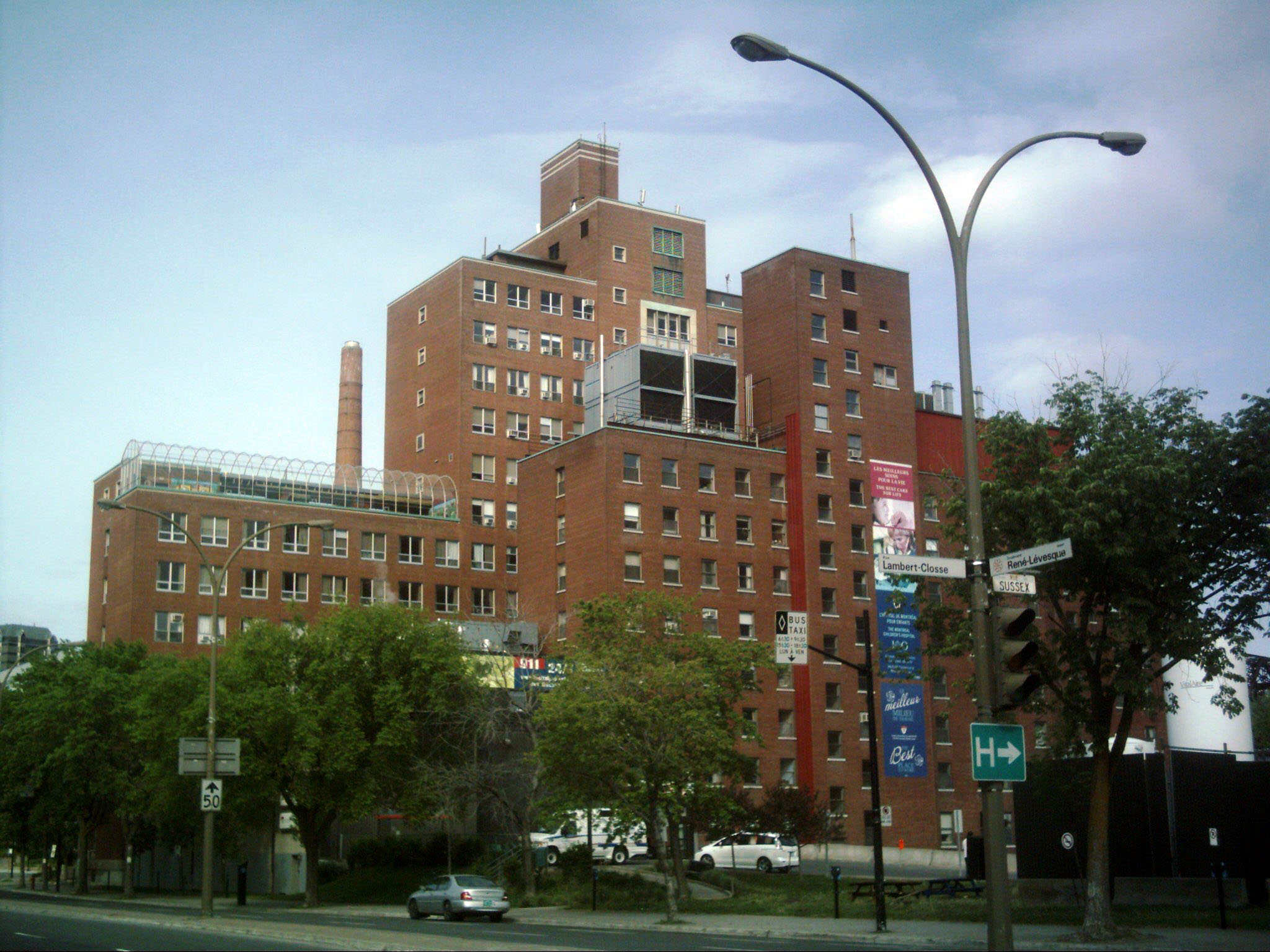
2300, rue Tupper
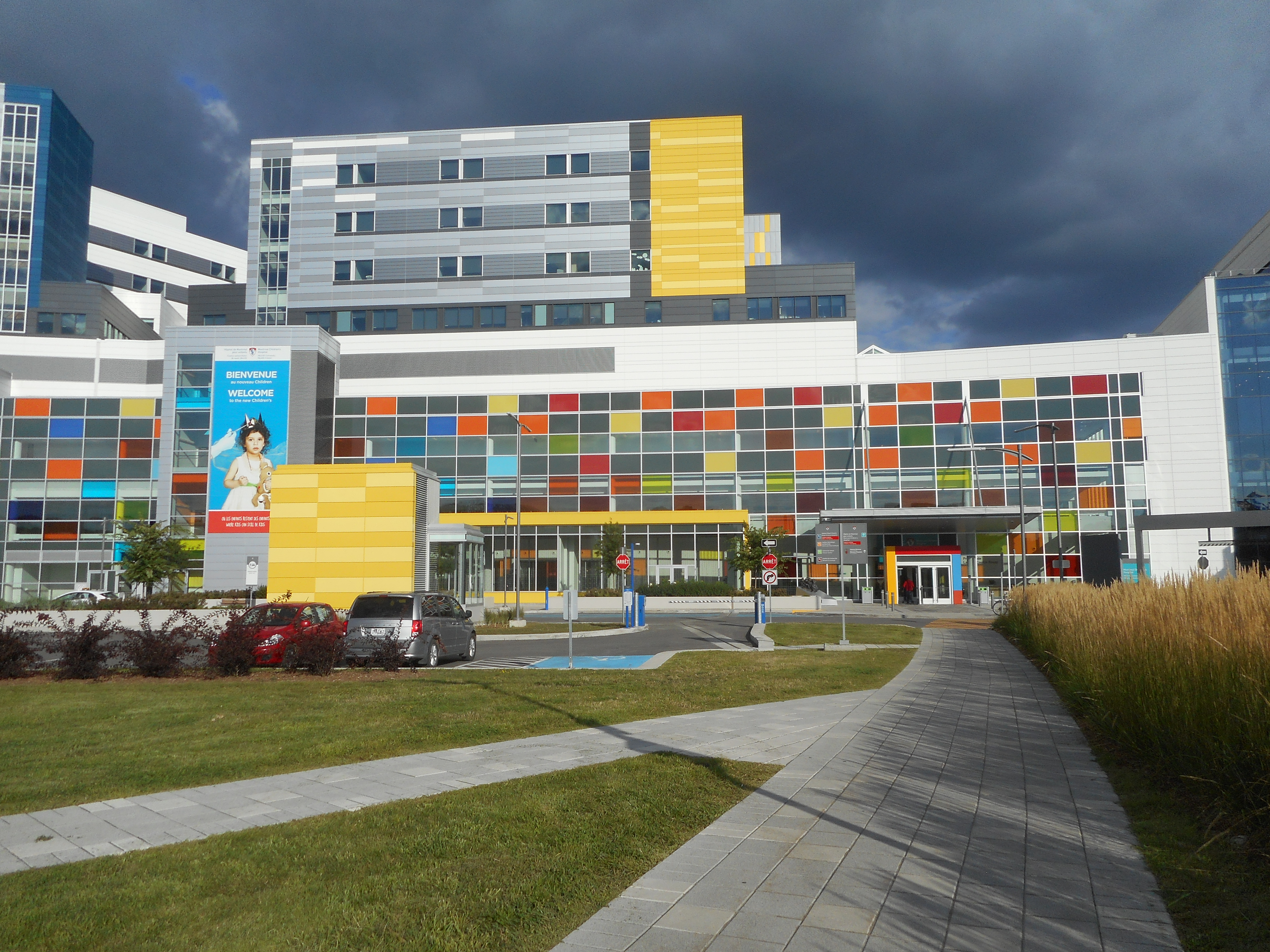
Site Glen du CUSM